# Еврейское кладбище Острога
Еврейское кладбище — кладбище в Остроге в Ровненском районе Ровненской области Украины. Одно из древнейших еврейских кладбищ Украины. По своей территории (шести гектаров) некрополь больше чем все кладбища всех конфессий Острога вместе взятые.

## Описание
Данное кладбище является одним из древнейших на территории Украины. Согласно документам первая могила появилась здесь в 1440 году. По территории некрополь имеет шесть гектаров, а по количеству захоронений здесь примерно 14 000 могил.
В 1912 году кладбище посещали этнографы Семён Ан-ский и Соломон Юдовин.
После ликвидации абсолютного большинства евреев Острога во время Холокоста некрополь постепенно стал запущенным. После войны на кладбище появилось ещё шесть захоронений.
Уничтожение кладбища в советское время берёт своё начало с 21 марта 1968 года. Тогда директор первой школы, которая находится вблизи кладбища написал в горисполком: «Кладбище… служит для учеников местом сходок и нежелательных занятий… Часто ученики пропускают уроки… Кроме того, кладбище является местом аморальных занятий для молодежи города. В связи с этим прошу вашей поддeржки в принятии решения о закрытии кладбища». Уже на следующий же день в горисполкоме получили заявление от начальника районного отдела милиции который делится информацией по изнасилование, которое было сделано в том году, и что кладбище не благоустроено и без присмотра. Он же попросил принять необходимые меры и в тот же день исполком Острожского городского совета депутатов издал решение по закрытию кладбища, а терриорию отдали для парка культуры и отдыха с танцплощадкой.
Депутат горсовета Острога Григорий Аршинов (1961—2020) отмечал, что «парки или другие объекты были разбиты в тот же период на месте еврейских кладбищ по всей Ровенской области. Видимо, эта была спланированная акция, отсюда и неожиданная расторопность слуг народа. В Костополе на месте еврейского кладбища появился парк, впоследствии на этой территории было возведено здание суда и православный храм, в Сарнах — стадион, в Березно — парк». Сразу после закрытия кладбища, которое оказалось и его ликвидации, надгробные камни стали использовать для строительства различный объектов, таких как сарай в психиатрической лечебнице, свинарник, трансформаторная подстанция, мостовая в двух близлежащих военных гарнизонах.
Старинное еврейское кладбище стало парком «Юбилейный», названом так для увековечивания 50-летия Октябрьской революции. Впоследствии он получил статус памятника садово-паркового искусства.
После обретения Украиной независимости, в 1992 году еврейская община договорилась с городским головой о закрытии парка развлечений и оплатила демонтаж качелей, а также возведение ограды. Григорий Аршинов помог найти по всему Острогу 400 надгробных камней, использованных в строительстве, и перевезти более половины из них обратно на некрополь, включая надгробие XVII века и пять надгробий XVIII века. В течение пяти лет Григорий Аршинов пытался договориться с Министерством экологии в чьем ведомстве все ещё находилось кладбище, и в конце концов, смог добиться возврата территории городу. 42 из 64 депутатов поддержали отмену статуса памятника садово-паркового искусства. С этого момента территория опять официально стала городским еврейским кладбищем, и её начал охранять сторож. Финансово помогал раввин Луис Кестенбаум из Нью-Йорка.

## Известные захоронения
- Менахем бен Элиэзер был похоронен здесь 15 января 1520 года[1].
- Эдельс Шмуэль Элиэзер бен Иехуда ха-Леви — талмудист, глава иешивы. Над могилой воздвигли охель, к которому приезжают паломники[1].
- Берта Гильман — бабушка исполнительницы песен на идише Марины Якубович, похороненная в 1966 году, это было последнее захоронение[1].
- Двойра — внучка рабби Эфраима-Залмана Марголиса (1762—1828).
- Братская могила уничтоженных в декабре 1942 года при ликвидации гетто последних евреев Острога[1].

## Галерея

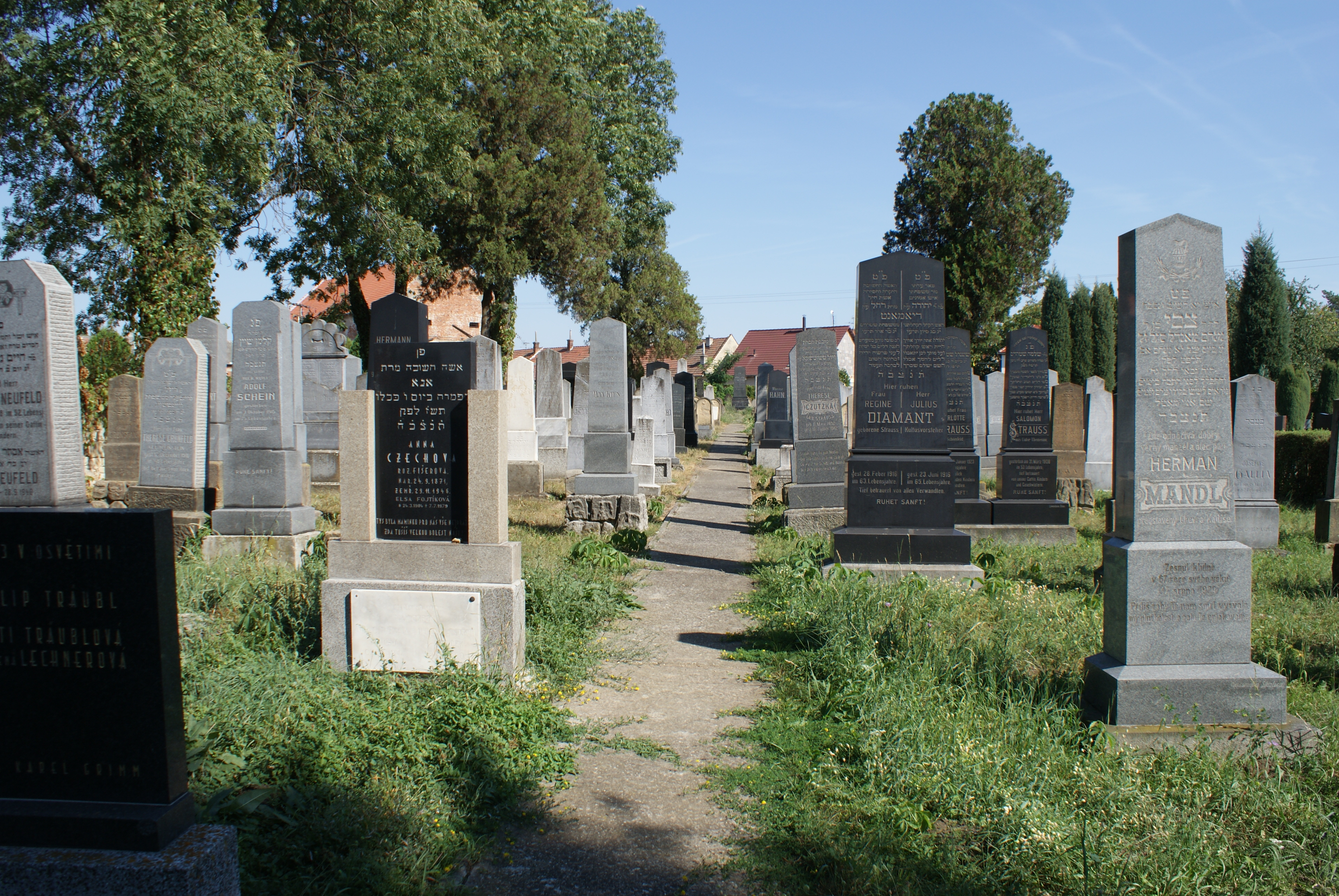
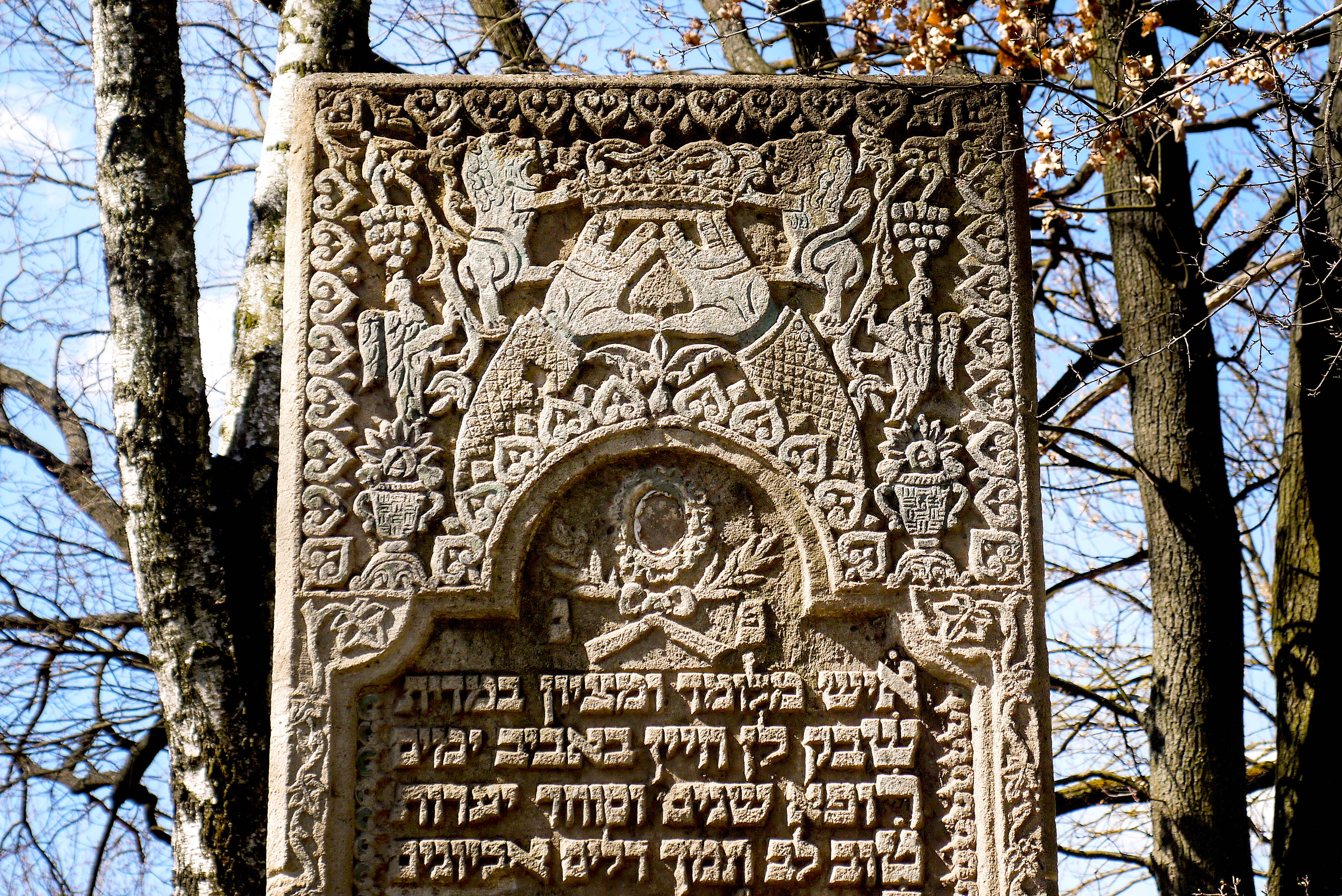
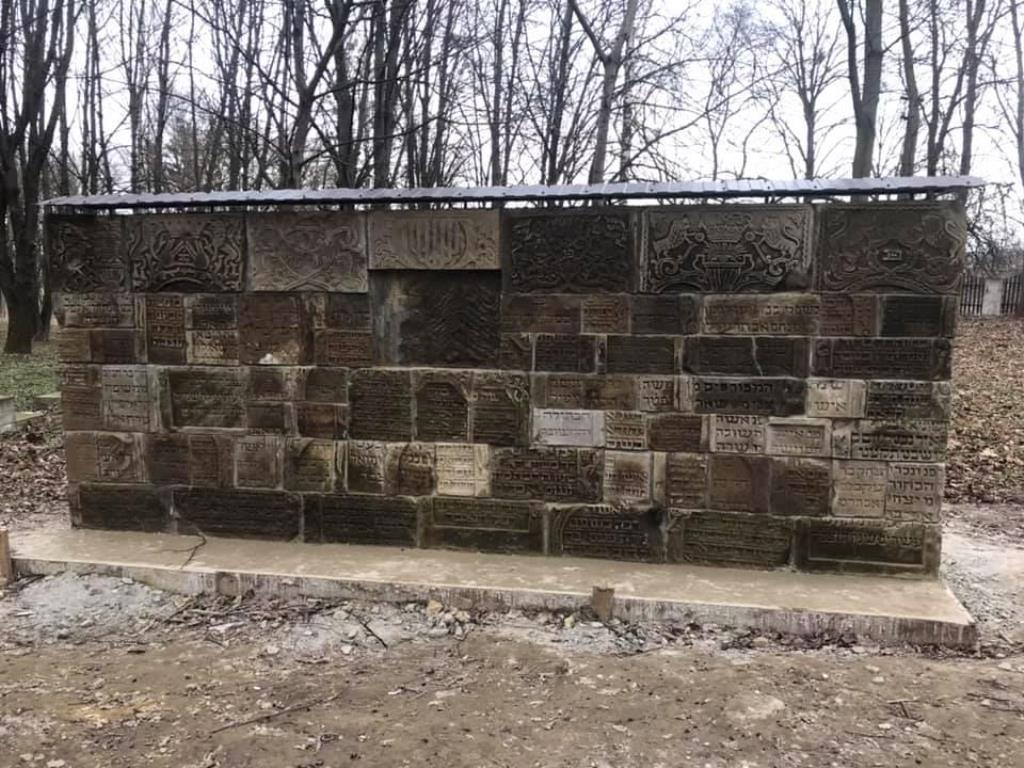
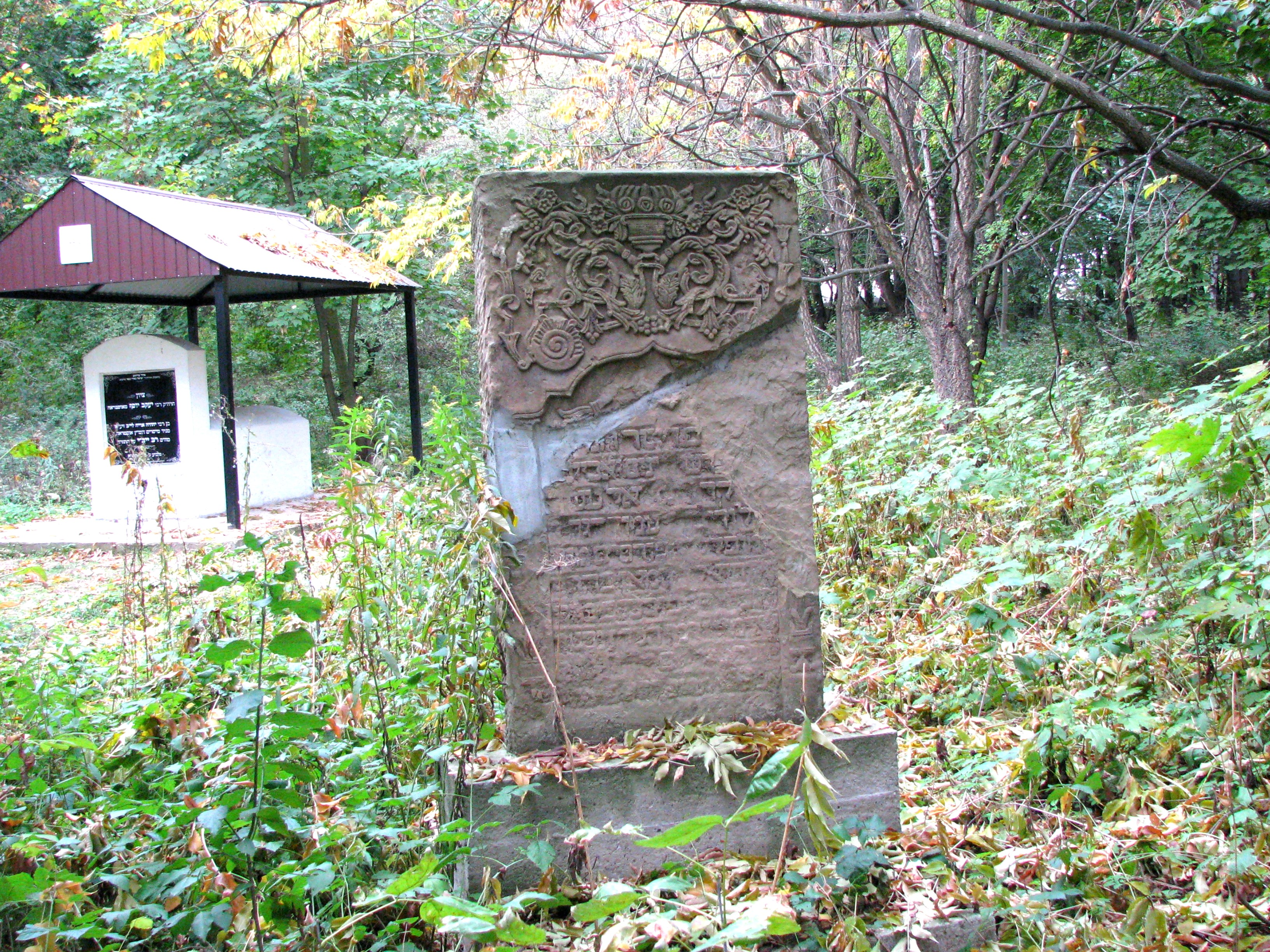
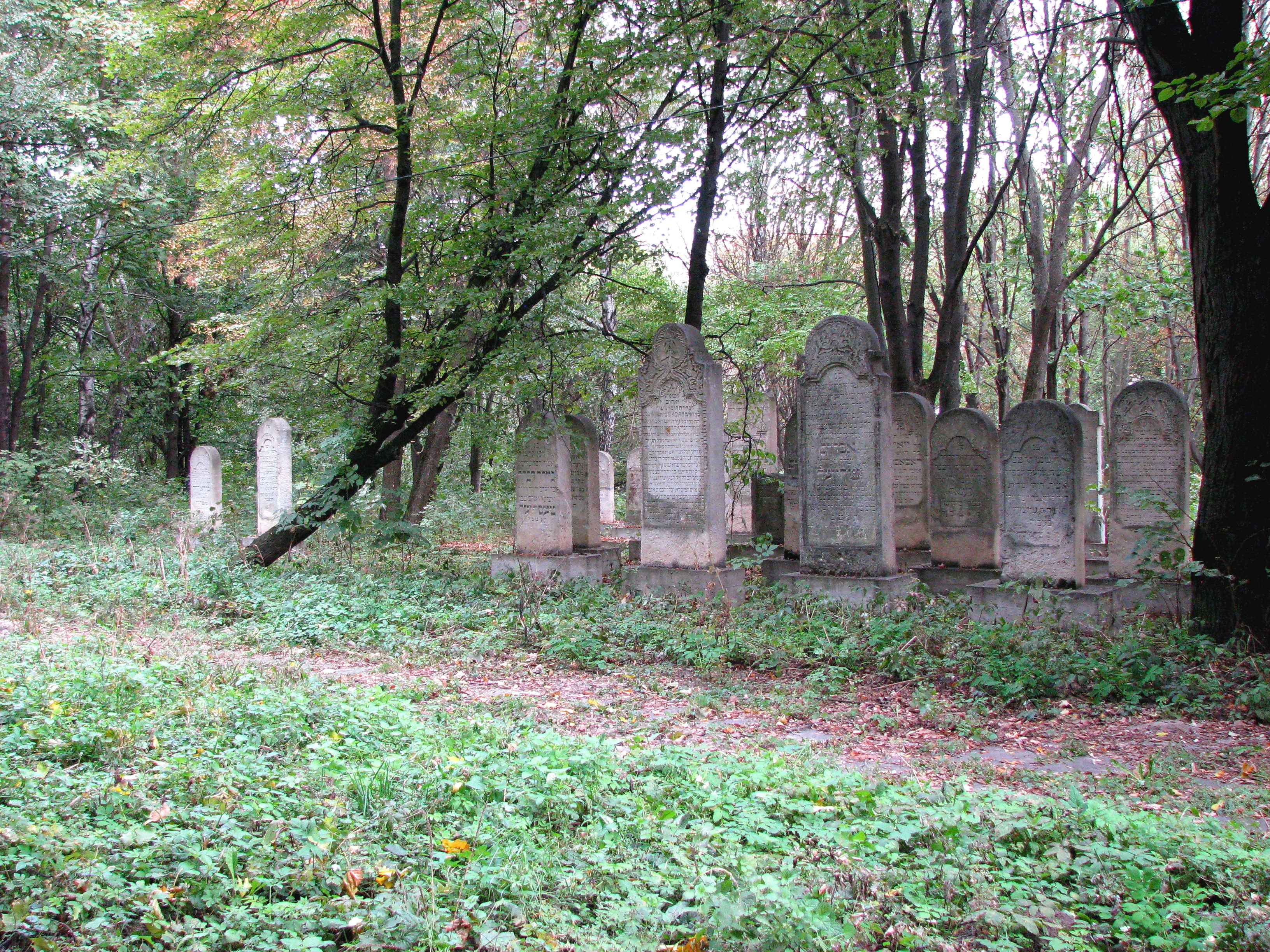